# Jaszczułty (Mazovia)
Jaszczułty [pronunciación en polaco: /jaʂˈt͡ʂuu̯tɨ/] es un pueblo ubicado en el distrito administrativo de Gmina Długosiodło, dentro del Condado de Wyszków, Voivodato de Mazovia, en el este de Polonia central. Se encuentra aproximadamente a 8 kilómetros al suroeste de Długosiodło, a 15 kilómetros al norte de Wyszków, y a 66 kilómetros al noreste de Varsovia.
El pueblo tiene una población de 520 habitantes.